# Хвойная Поляна
Хвойная Поляна (до 30 июля 1964 года Аврамовский) (бел. Хвойная Паляна) — посёлок в Великоборском сельсовете Хойникского района Гомельской области Республики Беларусь.

## География

### Расположение
В 25 км на север от районного центра Хойники, 7 км от железнодорожной платформы Авраамовская (на ветке Василевичи — Хойники от линии Гомель — Калинковичи), в 124 км от Гомеля.

### Гидрография
Вблизи расположено Великоборское водохранилище.

## Транспортная сеть
Транспортные связи по просёлочной,10 км бетонки, затем автомобильной дороге Хойники — Речица. Действовала узкоколейка до  Авраамовская. Планировка состоит из 3 коротких прямолинейных улиц, близких к меридиональной ориентации и застроенных деревянными усадьбами. Дома двухэтажные кирпичные одно-двухподъездные. Жилых на 2012 год 3 дома.

## История
Основан в начале 1920-х годов переселенцами из соседних деревень на бывших помещичьих землях. В 1931 году жители вступили в колхоз. Согласно переписи 1959 года в составе совхоза «Великоборский» (центр — деревня Великий Бор). Располагались отделение связи, библиотека, фельдшерско-акушерский пункт.

## Население

### Численность
2021 год — 36 жителей, 24 хозяйства

### Динамика
- 1959 год — 167 жителей (согласно переписи)
- 2004 год — 105 жителей, 56 хозяйств
- 2021 год — 36 жителей, 24 хозяйства